# Patricia Clarkson
Patricia Davies Clarkson (sinh ngày 29 tháng 12 năm 1959) là một nữ diễn viên Mỹ. Bà đã tham gia diễn xuất với vai trò vai chính và vai phụ trong các phim như The Station Agent, The Green Mile, Far from Heaven, High Art, Dogville, Good Night, and Good Luck, Easy A, và Cairo Time. Bà đã được đề cử Giải Oscar cho nữ diễn viên phụ xuất sắc nhất và Quả cầu vàng cho vai diễn trong Pieces of April (2003). Hai lần bà đã giành được giải Primetime Emmy Award for Outstanding Guest Actress in a Drama Series cho vai định kỳ trong Six Feet Under. Năm 2015, bà đã được đề cử một giải Tony cho diễn xuất trong The Elephant Man.

## Tiểu sử
Clarkson sinh ở New Orleans, Louisiana, là con của Jackie Clarkson (nhũ danh Brechtel), một nhà chính trị New Orleans và ủy viên hội đồng thành phố, và Arthur Clarkson, một nhà quản lý trường học làm việc tại Khoa dược Đại học bang Louisiana. Bà có bốn chị em gái. Clarkson học speech pathology tại Đại học bang Louisiana, sau đó chuyển sang Đại học Fordham ở Thành phố New York, nơi bà tốt nghiệp summa cum laude với tấm bằng kịch nghệ. Sau đó bà có bằng thạc sĩ mỹ thuật tại Trường kịch nghệ Yale trước khi đóng phim lần đầu trong The Untouchables năm 1987.

## Sự nghiệp

### Phim điện ảnh
| Năm  | Tên                            | Vai diễn                   | Notes |
| ---- | ------------------------------ | -------------------------- | --- |
| 1987 | The Untouchables               | Catherine Ness             | |
| 1988 | The Dead Pool                  | Samantha Walker            | |
| 1988 | Rocket Gibraltar               | Rose Black                 | |
| 1988 | Everybody's All-American       | Leslie Stone               | |
| 1990 | The Old Man and the Sea        | Mary Pruitt                | Television film |
| 1990 | Tune in Tomorrow               | Aunt Olga                  | |
| 1992 | Blind Man's Bluff              | Dr. Virginia Hertz         | Television movie |
| 1992 | An American Story              | Barbara Meade              | Television movie |
| 1992 | Legacy of Lies                 | Pat Rafael                 | Television movie |
| 1992 | Four Eyes and Six Guns         | Lucy Laughton              | Television movie |
| 1993 | Queen                          | Elizabeth "Lizzie" Perkins | Television movie |
| 1993 | Caught in the Act              | Meg                        | Television movie |
| 1994 | She Led Two Lives              | Desiree Parnell            | Television movie |
| 1995 | Pharaoh's Army                 | Sarah Anders               | |
| 1995 | Jumanji                        | Carol Anne Parrish         | |
| 1996 | London Suite                   | Diana Nichols              | Television movie |
| 1996 | The Wedding                    | Della McNeil               | Television movie |
| 1998 | Playing by Heart               | Allison                    | |
| 1998 | High Art                       | Greta                      | Nominated—Boston Society of Film Critics Award for Best Supporting Actress Nominated—National Society of Film Critics Award for Best Supporting Actress Nominated—Independent Spirit Award for Best Supporting Female |
| 1999 | The Green Mile                 | Melinda Moores             | Saturn Award for Best Supporting Actress Nominated—Screen Actors Guild Award for Outstanding Performance by a Cast in a Motion Picture |
| 1999 | Wayward Son                    | Wesley                     | |
| 1999 | Simply Irresistible            | Lois McNally               | |
| 2000 | Falling Like This              | Caroline Lockhart          | |
| 2000 | Joe Gould's Secret             | Vivian Marquie             | |
| 2001 | The Safety of Objects          | Annette Jennings           | Deauville American Film Festival Award for Best Female Performance San Diego Film Critics Society - Body of Work Award |
| 2001 | The Pledge                     | Margaret Larsen            | |
| 2001 | Wendigo                        | Kim                        | |
| 2002 | Welcome to Collinwood          | Rosalind                   | |
| 2002 | Far from Heaven                | Eleanor Fine               | National Society of Film Critics Award for Best Supporting Actress New York Film Critics Circle Award for Best Supporting Actress Nominated—Chicago Film Critics Association Award for Best Supporting Actress Nominated—Las Vegas Film Critics Society Award for Best Supporting Actress |
| 2002 | Heartbreak Hospital            | Lottie Ohrwasher           | |
| 2002 | The Baroness and the Pig       | The Baroness               | |
| 2002 | Carrie                         | Margaret White             | Television movie |
| 2003 | Dogville                       | Vera                       | |
| 2003 | The Station Agent              | Olivia Harris              | Boston Society of Film Critics Award for Best Supporting Actress Kansas City Film Critics Circle Award for Best Supporting Actress National Society of Film Critics Award for Best Supporting Actress National Board of Review Award for Best Supporting Actress San Diego Film Critics Society - Body of Work Award Sundance Film Festival - Special Jury Prize Nominated—Las Vegas Film Critics Society Award for Best Supporting Actress Nominated—Phoenix Film Critics Society Award for Best Cast Nominated—Satellite Award for Best Supporting Actress - Motion Picture Nominated—Screen Actors Guild Award for Outstanding Performance by a Cast in a Motion Picture Nominated—Screen Actors Guild Award for Outstanding Performance by a Female Actor in a Leading Role |
| 2003 | All the Real Girls             | Elvira Fine                | San Diego Film Critics Society - Body of Work Award Sundance Film Festival - Special Jury Prize |
| 2003 | Pieces of April                | Joy Burns                  | Boston Society of Film Critics Award for Best Supporting Actress Chicago Film Critics Association Award for Best Supporting Actress Florida Film Critics Circle Award for Best Supporting Actress National Society of Film Critics Award for Best Supporting Actress National Board of Review Award for Best Supporting Actress Phoenix Film Critics Society Award for Best Supporting Actress San Diego Film Critics Society - Body of Work Award San Francisco Film Critics Circle Award for Best Supporting Actress Satellite Award for Best Supporting Actress - Motion Picture Sundance Film Festival - Special Jury Prize Vancouver Film Critics Circle Award for Best Supporting Actress Nominated—Academy Award for Best Supporting Actress Nominated—Broadcast Film Critics Association Award for Best Supporting Actress Nominated—Golden Globe Award for Best Supporting Actress – Motion Picture Nominated—Independent Spirit Award for Best Supporting Female Nominated—Las Vegas Film Critics Society Award for Best Supporting Actress Nominated—Online Film Critics Society Award for Best Supporting Actress Nominated—Screen Actors Guild Award for Outstanding Performance by a Female Actor in a Supporting Role |
| 2004 | Miracle                        | Patti Brooks               | |
| 2005 | Good Night, and Good Luck.     | Shirley Wershba            | Nominated—Gotham Award for Best Ensemble Cast Nominated—Screen Actors Guild Award for Outstanding Performance by a Cast in a Motion Picture |
| 2005 | The Dying Gaul                 | Elaine Tishop              | |
| 2006 | The Woods                      | Ms. Traverse               | |
| 2006 | All the King's Men             | Sadie Burke                | |
| 2007 | No Reservations                | Paula                      | |
| 2007 | Lars and the Real Girl         | Dagmar                     | |
| 2007 | Married Life                   | Pat Allen                  | |
| 2008 | Blind Date                     | Janna                      | |
| 2008 | Phoebe in Wonderland           | Miss Dodger                | |
| 2008 | Elegy                          | Carolyn                    | |
| 2008 | Vicky Cristina Barcelona       | Judy Nash                  | |
| 2009 | Whatever Works                 | Marietta                   | |
| 2009 | 2081                           | Narrator                   | voice |
| 2009 | For the Love of Movies         | Narrator                   | |
| 2009 | Cairo Time                     | Juliette Grant             | |
| 2010 | Shutter Island                 | 2nd Rachel Solando         | |
| 2010 | Legendary                      | Sharon Chetley             | |
| 2010 | Main Street                    | Willa                      | |
| 2010 | Easy A                         | Rosemary Penderghast       | |
| 2011 | Friends with Benefits          | Lorna                      | |
| 2011 | One Day                        | Alison Mayhew              | |
| 2012 | The Dust Bowl                  | Hazel Lucas Shaw           | Television movie |
| 2012 | Five                           | Mia Knowles                | Television movie |
| 2013 | The East                       | Sharon                     | |
| 2014 | The Maze Runner                | Chancellor Ava Paige       | |
| 2014 | Last Weekend                   | Celia Green                | |
| 2014 | Learning to Drive              | Wendy                      | |
| 2014 | October Gale                   | Helen Matthews             | |
| 2014 | Annie                          | Focus group woman          | Cameo |
| 2015 | Maze Runner: The Scorch Trials | Chancellor Ava Paige       | |
| 2017 | Maze Runner: The Death Cure    | Chancellor Ava Paige       | |

### Truyền hình
| Năm       | Phim                 | Vai diễn               | Ghi chú                                                                                      |
| --------- | -------------------- | ---------------------- | -------------------------------------------------------------------------------------------- |
| 1985      | Spenser: For Hire    | Elizabeth Haller       | Episode: "The Choice"                                                                        |
| 1986      | The Equalizer        | Deborah Wade           | Episode: "Breakpoint"                                                                        |
| 1990      | Tales from the Crypt | Suzy                   | Episode: "Mute Witness to Murder"                                                            |
| 1990      | Law & Order          | Laura Winthrop         | Episode: "By Hooker, By Crook"                                                               |
| 1991      | Davis Rules          | Cosmo Yeargin          | 13 episodes                                                                                  |
| 1993      | Alex Haley's Queen   | Lizzie                 | Miniseries                                                                                   |
| 1995–1996 | Murder One           | Annie Hoffman          | 23 episodes                                                                                  |
| 2000      | Wonderland           | Mrs. Tammy Banger      | 2 episodes                                                                                   |
| 2001      | Frasier              | Claire French          | 4 episodes                                                                                   |
| 2002–2005 | Six Feet Under       | Sarah O'Connor         | 7 episodes Primetime Emmy Award for Outstanding Guest Actress in a Drama Series (2002, 2006) |
| 2007      | American Masters     | Narrator               | Episode: "The American Dream"                                                                |
| 2009–2011 | Saturday Night Live  | Mother                 | 2 episodes                                                                                   |
| 2011      | Parks and Recreation | Tammy Swanson I        | 2 episodes                                                                                   |
| 2015      | Broad City           | Runaway Teen Tim's Mom | 1 episode                                                                                    |

### Sân khấu Broadway
| Năm  | Tên                      | Vai diễn                        | Notes                                                                    | Refs        |
| ---- | ------------------------ | ------------------------------- | ------------------------------------------------------------------------ | ----------- |
| 2014 | The Elephant Man         | Mrs. Kendal                     | Booth Theatre Nominated – Tony Award for Best Featured Actress in a Play | [ 5 ] [ 6 ] |
| 1989 | Eastern Standard         | Phoebe Kidde                    | John Golden Theatre                                                      | [ 7 ]       |
| 1986 | The House of Blue Leaves | Corrinna Stroller (replacement) | Vivian Beaumont Theater                                                  | [ 8 ]       |